# Baluarte de la Concepción Alta
El baluarte de la Concepción Alta es un baluarte que alberga al Museo Militar de Melilla, en la ciudad española de Melilla. Está situado en el ángulo noroeste, en la calle Miguel Acosta, de la ciudadela Melilla la Vieja, y forma parte del Conjunto Histórico Artístico de la Ciudad de Melilla, un Bien de Interés Cultural.

## Historia
Fue construida en 1669 sobre el torreón de Sancti Spiritu (1527) según proyecto del ingeniero militar Tadino de Martinengo y fue reconstruido entre 1767 y 1773 según proyecto de Juan Caballero.
Sirvió como observatorio meteorológico, como edificio de viviendas y entre 1953 y 1954 se restauró según proyecto del ingeniero Santiago Noreña de la Cámara para adecuarlo como Museo Municipal. Desde el 15 de julio de 1997 se ubica allí el Museo Militar de Melilla.

## Descripción

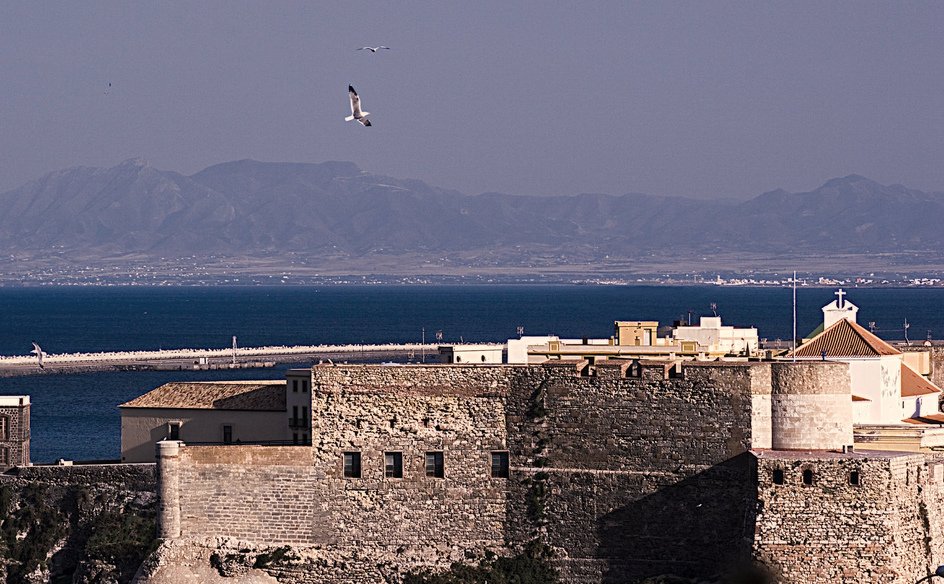
Vista desde el mar

Está edificado en paredes de piedra, y arcos y bóvedas de ladrillo macizo. Cuenta con un cuerpo de guardia, varias baterías de artillería con cañoneras, y un almacén de pólvora dividido en dos plantas,  todo ello comunicadas por rampas.